# Bethel Church
A Bethel Church é uma megaigreja evangélica carismática americana, não-denominacional, criada em 1954 em Redding, Califórnia. A igreja, atualmente liderada por Bill Johnson, é notável por sua gravadora Bethel Music e pelo ministério e gravadora Jesus Culture, que ganharam grande popularidade na música de adoração contemporânea . Bethel também é conhecido por seus ensinamentos sobre milagres e pela Escola de Ministério Sobrenatural de Bethel, com mais de 2.000 estudantes por ano, e tem sido criticado por algumas práticas.

## História
Robert Doherty começou a igreja em 1952 e a congregação era afiliada das Assembléias de Deus a partir de 1954. Em fevereiro de 1996, a congregação convidou Bill Johnson, de Weaverville, Califórnia, para liderar a igreja. Johnson, filho do ex-pastor Earl Johnson, só tinha uma estipulação antes de ser votado: que a mensagem sempre fosse sobre avivamento e que o assunto do avivamento nunca mudaria. A igreja perdeu 1.000 membros com a visão de Johnson depois que ele se juntou, mas desde então tem visto um crescimento considerável. Bethel tinha cerca de 9.000 participantes por semana a partir de 2016  e 11.233 pessoas que "chamam Bethel Redding de lar" a partir de seu relatório anual em 2018.
Em novembro de 2005, os membros da Igreja de Betel votaram por unanimidade para retirar a afiliação da igreja às Assembléias de Deus e se tornar uma igreja não-denominacional. No entanto, o estatuto da Assembléia dos estatutos de Deus exigia que Betel convidasse a liderança do distrito do norte da Califórnia-Nevada a falar com a congregação. Em 15 de janeiro de 2006, os membros de Bethel votaram pela revogação da retirada e convidaram a liderança do distrito para Redding. A liderança do distrito se reuniu com a congregação em 17 de janeiro, mas o resultado foi uma votação quase unânime para se retirar. Em uma carta, Johnson ressalta que essa ação foi "... não uma reação ao conflito, mas uma resposta a uma ligação ... nos sentimos chamados a criar uma rede que ajude outras redes a prosperar - para ser um dos muitos catalisadores em andamento no mundo". esse contínuo reavivamento. Nosso chamado parece único e teologicamente e praticamente o chamado das Assembléias de Deus para que essa mudança seja apropriada. "
Em dezembro de 2019, a filha de 2 anos de um artista de gravação de música Bethel e líder de adoração na igreja morreu. Em resposta a isso, a igreja pediu publicamente que congregantes e seguidores globais orassem para que a menina fosse ressuscitada. Eles organizaram um culto de oração e espalharam hashtags de mídia social para esse fim, o que despertou controvérsia e críticas. Esses esforços foram concluídos seis dias após a morte, quando a igreja divulgou um comunicado de imprensa de que a família passaria para um serviço memorial. Durante os esforços de oração, foi criada uma página do GoFundMe que arrecadou mais de US $ 74.500 em janeiro de 2020.
Em 2020, durante a pandemia de coronavírus, a Bethel Church fechou suas salas de cura e mudou suas operações de cura para 700 pessoas on-line. A igreja também suspendeu a cura pela fé nos hospitais. A posição oficial da igreja era seguir as recomendações dos funcionários da saúde, e que "a sabedoria, a medicina moderna e a fé devem trabalhar juntas",  mas a igreja simultaneamente sustentou sua crença na capacidade de Deus de curar sobrenaturalmente.  Alguns membros da comunidade da igreja tinham opiniões diferentes. Um professor de longa data da Escola de Bethel de Ministério Sobrenatural afirmou que "não há como essa coisa viver na presença de Deus" e "não declaramos medo e declaramos cura em nome de Jesus".

## Crenças e práticas
A Igreja de Betel é conhecida por seu grande foco em milagres. Eles ensinam que todos os milagres descritos na Bíblia podem ser realizados pelos crentes hoje e acontecem regularmente, incluindo a cura pela fé de tudo, desde curar o câncer a recuperar membros, ressuscitar os mortos, falar em línguas, expulsar demônios e profecias . Seus serviços podem ter congregantes rindo incontrolavelmente, deitado no chão, tremendo, cambaleando, gritando  e dançando, o que eles ensinam como sinais de serem cheios do Espírito Santo. Os líderes afirmam ter testemunhado anjos aparecendo e "bolas de eletricidade" que jogam as pessoas no ar.
Um dos fenômenos mais conhecidos é uma nuvem do que se afirma ser pó de ouro ou glitter dourado que foi visto caindo do teto do auditório. A igreja enviou vídeos para o canal do YouTube e chama isso de "nuvem de glória". Muitos     questionaram a autenticidade dessas ocorrências, sugerindo que o brilho no sistema de ventilação pode ter desempenhado seu papel.
Muitos, como Gary Hal Graff acham que o livro de Bethel, A Física do Céu, está em desacordo com os ensinamentos das escrituras.  Um líder do Bethel (Kris Vallotton) diz que é "uma antecipação do que está por vir". O livro também afirma: "Não era que eu quisesse me tornar uma Nova Era. Eu só queria descobrir se talvez eles descobrissem algumas verdades que as igrejas não tinham. "
O pastor sênior Bill Johnson é referido como apóstolo por seus seguidores. Alguns, incluindo o professor de sociologia Brad Christerson, da Biola University, e Richard Flory, um sociólogo da Universidade do Sul da Califórnia, identificaram a igreja e Johnson como parte da Nova Reforma Apostólica (NAR), ou Rede Cristã Carismática Independente, como eles chamaram em suas pesquisas. O NAR é um movimento evangélico que busca dominar "sete montanhas da cultura", incluindo negócios, governo e mídia, para solicitar o retorno de Jesus. O próprio Bill Johnson, no entanto, declarou em uma entrevista ao Christianity Today que a igreja não tem laços oficiais com o movimento e que "ele não está completamente claro sobre o que é".

## Ministérios da igreja
A Igreja de Betel criou ministérios em conjunto com as necessidades de sua crescente congregação em Redding, Califórnia . Esses ministérios abrangem uma variedade de seções diferentes para serviço público, estrutura interna e até produtos e marcas. Um dos mais conhecidos desses ministérios é a Bethel Music, devido à sua música popular no país e no mundo.

### Escola de Betel do Ministério Sobrenatural
No outono de 1998, a Bethel Church começou a Escola de Ministério Sobrenatural de Bethel, sob a direção de Kris Vallotton, pastor associado sênior de Bethel. A escola treina seus alunos no sobrenatural e nos milagres, como a cura pela fé, a fim de que eles se tornem avivalistas . O programa normal é de um ano acadêmico e os alunos têm a oportunidade de retornar pelo segundo e terceiro ano. Aproximadamente 15% dos estudantes ficam por três anos completos. A escola foi fundada com 36 alunos e, em 2010 e 2016, a matrícula escolar era de mais de 1.200 e 2.000 alunos de 57 países, respectivamente.  Eles são um programa não credenciado e não oferecem um diploma ou créditos, mas um certificado. A escola recebeu o apelido de "Christian Hogwarts" entre os alunos por causa de seu foco no sobrenatural.
O BSSM agora tem mais de 10.000 ex-alunos. Em 2016-17, uma pesquisa extensa sobre ex-alunos foi realizada pela Eido Research por ex-alunos do programa. De uma amostra representativa de todos os anos de graduação desde 1999, a pesquisa constatou que 97% dos graduados ainda estão "confiantes em sua fé" e que 90% freqüentam o culto da igreja pelo menos mensalmente. Da mesma forma, os graduados relataram ter visto pelo menos 35.000 salvações desde 1999 e 50.000 curas físicas no ano anterior. O relatório também mostrou que os graduados do BSSM têm uma taxa de divórcio quatro vezes menor que a média cristã americana.

#### Atividades para estudantes em Redding
Como parte da educação do aluno, eles recebem tarefas, como encontrar estranhos em Redding para curar. Os artigos noticiosos relatam que os estudantes procuram pessoas em cadeiras de rodas e muletas para orar em mercearias e estacionamentos. Alegadamente, os estudantes são proibidos de profetizar aos turistas ao redor da Ponte do Relógio de Sol após incidentes  e eles também foram expulsos das lojas locais.  Outra prática regular é a "caça ao tesouro", na qual eles acreditam que Deus lhes dá pistas que combinam com as pessoas para encontrar e tentam curar ou profetizar.

#### 2008 processo sobre tentativa de cura pela fé
Em 2008, um homem caiu de um penhasco de 200 pés em Redding depois de beber com um grupo no topo. Os outros dois que estavam com ele, incluindo um aluno da Escola de Ministério Sobrenatural de Bethel, acreditavam que ele estava morto e tentaram encontrá-lo por seis horas para ressuscitá-lo de volta à vida, em vez de chamar a polícia. O homem sobreviveu, mas ficou paralisado com a queda e depois processou o aluno sem sucesso. O incidente é frequentemente levantado como uma crítica aos ensinamentos da igreja, que inclui que os crentes podem ressuscitar as pessoas dentre os mortos com oração.

#### Imersão grave
A escola recebeu críticas por uma prática entre alguns estudantes denominada "imersão em sepulturas", onde eles se deitavam nas sepulturas de avivistas falecidos na crença de que absorveriam a unção do falecido por Deus. A escola visitava essas sepulturas em busca de inspiração e oração, e aí a prática se desenvolveu entre os alunos a partir de uma interpretação da história bíblica do profeta Eliseu . Na Bíblia, um homem morto foi colocado no túmulo de Eliseu e, quando o cadáver do homem tocou os ossos mortos de Eliseu, ele foi revivido. Isso foi interpretado como significando que o mesmo poder, ou unção, se depositava nos túmulos de avivistas posteriores, e assim os estudantes o procuravam colocando-os em seus túmulos. A liderança da igreja nunca endossou a prática, mas não a fechou imediatamente. Em uma entrevista, um de seus líderes, Banning Liebscher, afirmou que Bill Johnson e o restante da liderança responderam dessa maneira porque Johnson "não quer calar aqueles que realmente estão procurando e aqueles que realmente estão tentando pressionar" por mais de Deus ". Ao mesmo tempo, Liebscher disse que era possível que os túmulos dos revivalistas tivessem a mesma unção, mas chamou a prática de "estranha". Ele afirmou ainda que acreditava nas críticas que a igreja havia superado, e outras práticas, como estudantes que tentavam atravessar paredes, na verdade se originaram de desacordos sobre a teologia carismática.
Alguns críticos alegam que os líderes do Bethel, incluindo o pastor sênior Beni Johnson, de fato praticaram e promoveram a imersão em sepulturas. Alegadamente, Beni Johnson postou fotos no Twitter e Instagram de si mesma em cima ou abraçando os túmulos de cristãos como CS Lewis . As postagens parecem ter sido removidas posteriormente, e os críticos fornecem capturas de tela delas. Entre esses críticos estão o blog da apologética batista Pulpit & Pen, da The Gospel Coalition .

### Bethel Music
A Bethel Music é uma gravadora e editora americana associada à Bethel Church, liderada pelo filho de Bill Johnson, Brian Johnson . Sua música estava entre as músicas de adoração contemporânea mais tocadas nas igrejas americanas em 2019 e seus álbuns alcançaram a Billboard 200 várias vezes. O Bethel Music tem muitas músicas com dezenas de milhões de visualizações no YouTube e duas com mais de 100 milhões de visualizações em 2019. As performances ao vivo de suas músicas são caracterizadas por sua longa duração com muita repetição e emoção.

### Jesus culture
A Igreja de Betel é responsável pela formação do ministério de evangelismo juvenil da Cultura de Jesus. O Ministério da Cultura de Jesus realiza conferências e opera uma gravadora, Jesus Culture Music, para compartilhar sua mensagem e espalhar a adoração. Eles permanecem comprometidos com a Igreja de Betel, mas foram enviados por Bethel em 2012 para plantar uma igreja em Sacramento, Califórnia .

### CHANGED
O Movimento CHANGED é uma organização iniciada pelos pastores de Bethel Elizabeth Woning e Ken Williams em 2019 para pessoas que "uma vez identificadas como LGBTQ + e através de encontros com o amor de Jesus, experimentaram Sua liberdade em suas vidas". Bethel não apóia financeiramente a organização, mas paga os salários dos pastores, promove-a e abriga a organização nos escritórios de outro ministério de Bethel. Em agosto de 2019, a organização chamou a atenção quando Bethel promoveu o CHANGED por meio de uma série de postagens no Instagram, que foram criticadas pelo The Trevor Project e Q Christian Fellowship, entre outros. Como resposta a essas críticas, a Bethel Church disse que "A mensagem de MUDADO nunca foi 'Tudo deve mudar'" e "Para aqueles de vocês que se sentem realizados e felizes como você, nós os amamos!" . CHANGED usa o termo "outrora gay", e alguns notaram semelhanças com o movimento ex-gay . O slogan de CHANGED é "Changed Is Possible", enquanto o agora extinto Exodus International tinha o slogan "Change is possible". Os pastores de Bethel por trás de CHANGED não usam o termo "terapia de conversão".

## Política

### A presidência de Donald Trump
Em 2016, o pastor sênior Bill Johnson descreveu por que votou em Donald Trump em um post no Facebook, onde criticou o aborto, as fronteiras abertas, o sistema de assistência social, o casamento entre pessoas do mesmo sexo, o socialismo, o politicamente correto e a globalização, tudo isso em oposição à vontade de Deus. Sua esposa e pastor sênior, Beni Johnson, também apoiou Donald Trump.
A igreja continuou apoiando Trump durante sua presidência. Os líderes da Bethel Music Brian Johnson, Jenn Johnson e Sean Feucht estavam entre os líderes de louvor que visitaram Donald Trump no Salão Oval, onde oraram por ele e cantaram músicas de adoração.
Durante o processo de impeachment do presidente Trump, o líder associado sênior Kris Vallotton profetizou durante um sermão, dez dias antes do início do impeachment, que Deus terminaria o processo, afirmando que "o Senhor entrará no processo de impeachment. Quero dizer, eu sei que isso vai acontecer ". Ele continuou dizendo que acreditava que Deus daria outro mandato a Trump. Mas, de acordo com Vallotton, isso não era "política", mas uma palavra profética. Ele alegou ter profetizado que Obama venceria e que, em bases bíblicas, amou e orou por Obama, como disse que os cristãos são chamados a fazer por seus líderes. Os líderes do Bethel Brian Johnson, Jenn Johnson e Kris Vallotton estavam entre os signatários da carta de líderes evangélicos críticos ao editorial do Christianity Today, que pedia que Trump fosse destituído do cargo.

### Oposição a restrições à terapia de conversão
Em 2018, a igreja se opôs publicamente a três projetos de lei no estado da Califórnia que restringiriam a terapia de conversão . A igreja, cuja posição é de que "o comportamento sexual do mesmo sexo não é saudável", acreditava que os projetos restringiriam seu ministério. A oposição deles incluiu uma declaração divulgada, cartas aos legisladores e encorajamento dos congregantes a contatar os legisladores por meio de um sermão intitulado "O que Jesus faria em um mundo PC?" por Kris Vallotton e tweets, também por Vallotton, que abordavam especificamente aqueles que "saíram da homossexualidade". Vallotton mais tarde retirou seu sermão, mas manteve sua oposição.  Em setembro de 2019, o líder do culto a Betel, Sean Feucht, anunciou que estava concorrendo ao Congresso como republicano em uma plataforma socialmente conservadora. Seu vídeo de anúncio apresentava uma música da Bethel Music com a letra "Não vamos parar de cantar até que o mundo inteiro pareça o paraíso".

## Cobertura da mídia
Muitos artigos foram escritos sobre Bethel e seu ministério, inclusive no Christianity Today, Buzzfeed News, The Daily Beast, o Redding Record Searchlight, e a revista Charisma . A igreja e Bill Johnson foram apresentados em segmentos de vídeo pela Christian Broadcasting Network (CBN)  e pela Trinity Broadcasting Network (TBN).